# Magyarország és Finnország kapcsolatai

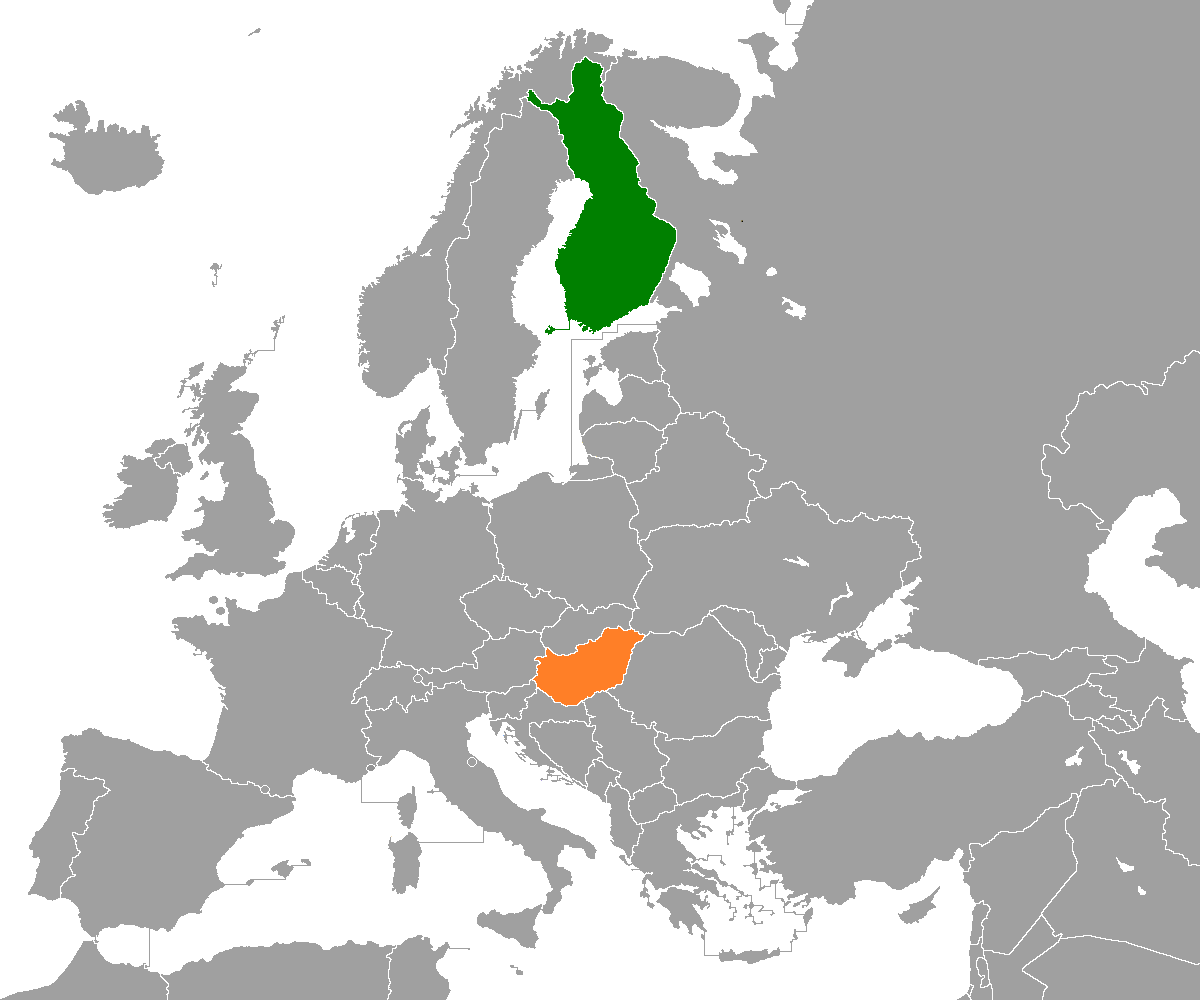
Magyarország és Finnország elhelyezkedése Európa térképén

Magyarország és Finnország kapcsolatainak hivatalos formája elsősorban a 20. és 21. századra korlátozódik, hiszen a mai Finnország 1917-ben, az első Magyar Köztársaság pedig 1918-ban nyerte el függetlenségét. Ugyanakkor a két nép közti kapcsolat a sokat vitatott, ám máig tudományosnak tekintett finnugor nyelvrokonság révén a közös finnugor őshazában kezdődhetett az i. e. 6. és I. e. 4. évezred között, majd ezer évekre elveszett, hogy a 19. században a nemzeti öntudatra ébredés korszakában ismét kialakuljon. A finn és magyar népet a közös nyelvi gyökerek okán sajátos barátság fűzi össze mintegy száz éve.
A földrajzi távolság és a geopolitikai adottságok eltérése miatt a politikai és a gazdasági kapcsolatok sokkal kevésbé erősek, mint a nyelvrokonságra épülő kulturális kapcsolatok. A két népet összefűző szálak tehát elsősorban a kultúra területén keresendők.
A két ország politikai kapcsolataiban a 2010-es évektől jelentős hanyatlás következett be. A magyar kormány a finnugor kapcsolatok helyett a „türk országokra” helyezte a hangsúlyt. Finn közéleti tényezők ismételten bírálták a magyarországi jogállamiság problémáit, a magyar kormányzat pedig Törökország mellé állva hosszú időn át késleltette Finnország NATO-csatlakozását.

## A két ország kapcsolatai

### Politikai és diplomáciai kapcsolatok

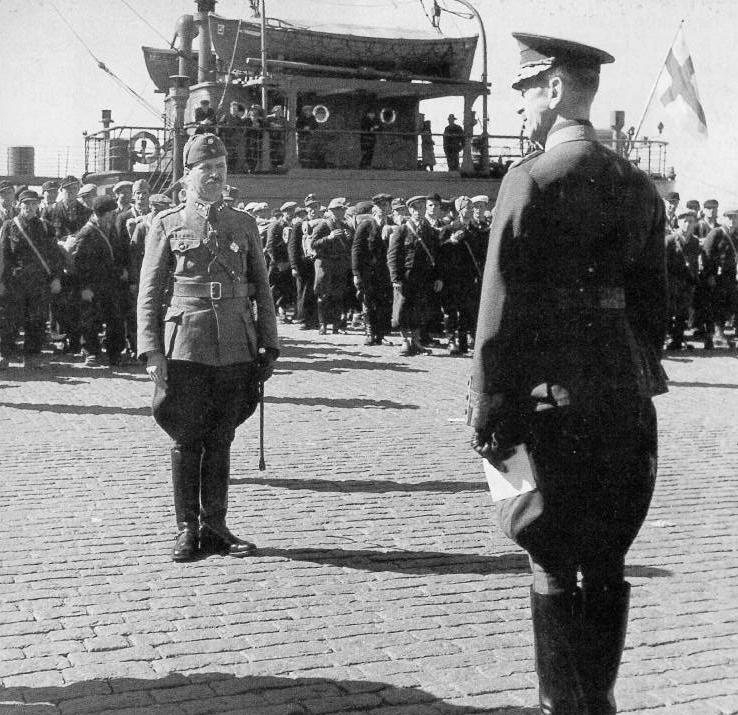
Magyar önkéntesek kihajózása Finnországból

A Magyar Királyság 1920. augusztus 23-án ismerte el Finnországot. Finnország 1920. szeptember 10-én ismerte el Magyarországot. A diplomáciai kapcsolatokat 1922. április 12-én vette fel a két ország. Magyarország 1928-ban költöztette át követségét Tallinnból Helsinkibe, de az első, a finn fővárosban szolgáló magyar követ kinevezésére (Nemeskéri-Kiss Sándor) 1934-ig kellett várni – addig vagy ügyvivők, vagy Stockholmból, illetve Koppenhágából akkreditált követek képviselték országunkat. Finnország is 1934-ben küldte első követét, Onni Talast Budapestre.
A második világháború kitörésekor a két ország ugyanabba az érdekszférába sodródott: Magyarország ekkor már évek óta a német-magyar barátságot erőltette, és ennek részeként politizált a versailles-i békeszerződés következtében elcsatolt területek visszaszerzésének reményében, a finnek ellen pedig 1939. november 30-án indított háborút a Szovjetunió. Az utóbb téli háború néven emlegetett agresszió következtében Finnország területének mintegy 11 százalékát, több mint 40 ezer km2-t veszített el. Így mindkét ország a szovjet-orosz támadástól tartva és a német támogatásban bízva került a tengelyhatalmak szövetségi rendszerébe. 1940-ben magyar önkéntesek egy csoportja Finnországba utazott, hogy – a magyar nép szimpátiájának és szolidaritásának megnyilvánulásaként – harcoljon a finnek mellett, a Vörös Hadsereg ellen. Eredetileg 25 ezer magyar jelentkezett, de csak négyszázan kaptak tényleges kiképzést, és utazhattak ki a finnországi Lapua városába, azonban kiérkezésük után nem sokkal megkötötték a békeszerződést, így hadi cselekményekben tulajdonképpen nem vettek részt.
1944-ben véget ért a Finnország és Szovjetunió közti úgynevezett folytatólagos háború, a békeszerződés értelmében Finnországnak szakítania kellett Németországgal és szövetségeseivel, így Magyarországgal is, ezért 1944. szeptember 20-án a finn-magyar diplomáciai kapcsolatok megszakadtak. Aarne Wuorimaa követet ezután meghívta Jungerth-Arnóthy Mihály külügyminiszter-helyettes, aki közölte: Magyarország ad notam fogadta, azaz tudomásul vette a finn bejelentést, de a kapcsolatok továbbra is barátiak maradnak, mivel Magyarország tudja, hogy a megtett lépéseket olyan körülmények indokolják, melyek nem tartoznak a finn kormány hatáskörébe. Ennek megfelelően a volt követet továbbra is megillették mindazok a diplomáciai kiváltságok és mentességek, mint megbízatásának betöltése idején.
A második világháborút lezáró párizsi békeszerződések 1947. február 10-i aláírását követően Finnország azonnal jelentkezett, hogy felvenné a diplomáciai kapcsolatokat, melyek 1947. október 3-án éledtek újjá. Mindkét országban újranyíltak a követségek, melyeket kölcsönösen 1960. március 1-től emeltek nagykövetségi rangra. A világháború után mindkét ország a szovjet befolyás növekedésétől rettegett, ám míg Finnországban elkerülték a kommunista hatalomátvételt, Magyarország szocialista berendezkedésű lett, s a rendszerváltásig más politikai érdekcsoportba tartozott a két állam.
Finnország igyekezett a Szovjetunióval kiegyensúlyozott, ám távolságtartó kapcsolatokat kiépíteni. Megőrizte demokratikus berendezkedését és nem vált részévé a szovjet befolyási övezetnek. Ugyanakkor a Szovjetunióval számos – kereskedelmi, barátsági – szerződés kötötte össze, sőt, 1973-tól még a KGST-vel is szabadkereskedelmi megállapodást kötött, mely szervezetnek Magyarország is tagja volt (ugyanabban az évben az Európai Gazdasági Közösséggel is hasonló megállapodást kötöttek). A Szovjetunió – és a szocialista tábor – végül olyan fontos kereskedelmi partnere lett az országnak, hogy annak szétesése 1992-ben recesszióba taszította a finn gazdaságot.
2016 óta Finnország – elsősorban budapesti nagykövetén keresztül – többször felhívta a figyelmet a magyarországi sajtószabadság romló helyzetére és a korrupciós problémákra: Niclas Trouvé svéd, és Petri Tuomi-Nikula finn nagykövetek szeminárium-sorozatot szerveztek a sajtószabadság témájában, majd 2019 nyarán a két ország külügyminisztere nyilatkozatháborúba bocsátkozott az országok jogrendszereinek összehasonlításával kapcsolatban. Petri Tuomi-Nikula, az időközben nyugdíjba vonult volt budapesti finn nagykövet egy 2019 augusztusi cikkében a magyarországi korrupcióra hívta fel a figyelmet.

### Kulturális kapcsolatok

#### A finnugor nyelvrokonság
A finnugor nyelvek hasonlóságáról szóló első írásos beszámoló még a 9. századból származik, egy Halogalandi Ottár (Ottar frå Hålogaland) nevű norvég felfedező számolt be erről, ám ő akkor még csak a mai számi és finn népek nyelveinek egyezéseire figyelt fel. A következő hírek magától Julianus baráttól származnak, aki nem csak a Magna Hungariaban élő magyarokra bukkant, hanem átutazott több, a finnugor nyelvcsaládba tartozó nyelvet beszélő nép földjén – igaz, ez anélkül történt, hogy ő maga a nyelvi hasonlóságot észlelte, vagy akár a beszédjüket megértette volna. Találkozhatott merjákkal, votjákokkal (udmurtokkal) és hallott a mordvinokról. Sajnovics János 1769-ben utazott Lappföldre, majd 1770-ben írta a finnugor történeti nyelvtudományt megalapozó művét, az Idioma Ungarorum et Lapponum idem esse-t (Bizonyítás. A magyar és a lapp nyelv azonos). Az ebben lefektetett alapgondolatok a 19. században épültek be tudományos közgondolkodásunkba, és az azóta folytatott kutatások is alátámasztották a nyelvrokonság tényét.
Ezt az elméletet azóta többen megkérdőjelezték és megkérdőjelezik, nem csak Magyarországon – például Vámbéry Ármin, aki a törökökkel való nyelvi kapcsolatokat vallotta – hanem Finnországban is, ahol a skandináv eredetű származás-elmélettel nem fért össze a finnugor nyelvcsaládhoz való kötődés. A kritikák elsősorban arra épülnek, hogy sem a finnugor nyelvek leszármazási rendjét és annak időrendjét, sem az e nyelveket beszélő népek őstörténetét illetően nincs egységes magyarázat. További félreértéseket okozhat, hogy a nyelvrokonság nem jelent genetikai rokonságot is. A genetika és a nyelvtudomány tudományos vizsgálati módszerei azonban alapvetően különböznek egymástól. A vita mai állása szerint a két nép közötti genetikai rokonság szinte elhanyagolható mértékű, viszont a nemzetközi és a magyar lingvisztika képviselői továbbra is szinte egyöntetűen nyelvtudományi ténynek tekintik a nyelvrokonságot.

#### A két ország kulturális kapcsolatai
A két ország és nép közötti kulturális kapcsolatok megnyitójának Szinnyei József nyelvészt (a bibliográfus Szinnyei József fiát) tartják. Szinnyei 1879-ben utazott a Finn Nagyhercegségbe (ami még az Orosz Birodalom része volt), és gazdagította a két nép egymásról való ismereteit. Személyesen találkozott Elias Lönnrottal, a Kalevala szerzőjével, jó kapcsolatokat alakított ki a Helsinki Egyetemmel – évekkel később egy-egy új magyar nyelvi tanár kinevezését megelőzően rendre véleményt kértek tőle. Magyar cikkeiben beszámolt a finn társadalom helyzetéről, 1884-ben kiadott magyar-finn szótárát 80 évig használták. Tájékoztatott a finn irodalom helyzetéről, irodalomtörténeti munkája szinte együtt jelent meg az első finn nyelvű, hasonló munkával. Népszerűsítette a finnugor nyelvrokonság elméletét, Vámbéry Árminnal (aki a török-magyar nyelvrokonságot vallotta) folytatott vitájáról a finn nyelvésztársadalmat is tájékoztatta. Neki köszönhető, hogy a magyar társadalom felfigyelt a finn népre, elterjedt és meghonosodott a nyelvrokonság elmélete.
A két világháború közti időszakban a finnugor rokonság elmélete különösen népszerű volt Magyarországon, sőt, mintegy állami szintre emelkedett. Ugyanez volt a helyzet Finnországban is, ahol a konzervatív értelmiség az Agrárpártba (ma: Centrumpárt) koncentrálódva kormányzati pozíciókból támogatta a rokon népek eszméjét, illetőleg az ezzel kapcsolatos programokat, kiadványokat. Ugyanakkor a finnek távolságtartással figyelték a Horthy-rendszer arisztokratizmusát és a szociális reformok elodázását. Gustaf Idman követ beszámolójában arról tájékoztatta feletteseit, hogy a Turáni Társaság által szervezett programok hátterében az áll, hogy az első világháborút követően Magyarország elszigetelődött, ezért a magyarok erősíteni szeretnék kapcsolataikat a rokonnak tekintett finn néppel. Említi továbbá, hogy a két ország közül elsősorban a magyarokban van meg a kapcsolatok építésére intenzívebb akarat, illetve rácsodálkozik: ritka, hogy egy finn ember hazáján kívül az anyanyelvét használhatja, de Magyarországon több találkozója volt – mások mellett Szinnyei Józseffel vagy Vikár Bélával, a Kalevela fordítójával –, ahol finnül tudott társalogni beszélgetőpartnerével.
1925-ben Budapesten Kalevala-ünnepséget rendeztek, amit Finnországban országos Petőfi- és Jókai-ünnepekkel viszonoztak. Ugyanebben az évben alapították az első állandó magyar lektori állást a Helsinki Egyetemen. 1935-ben, a Kalevala első kiadásának a százéves évfordulóján a már említett Turáni Társaság rendezett ünnepséget, majd 1985-ben a megjelenés 150. évfordulóján Magyarországon is megemlékeztek a Kalevaláról, többek között az I. Nemzetközi Hungarológiai Kongresszus egyik előadásában.

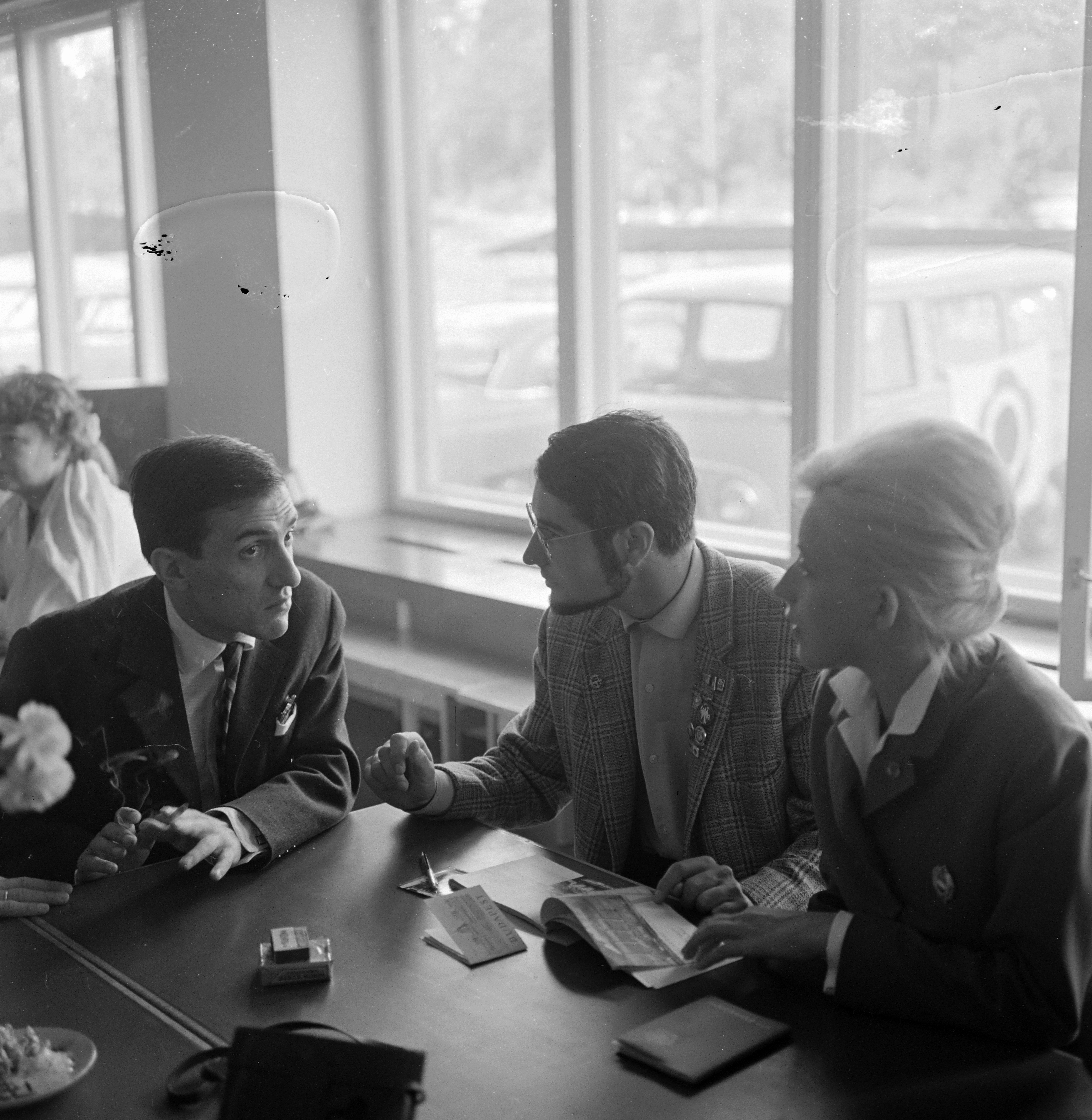
Antal Imre Helsinkiben a VIT-en 1962-ben

1959-ben finn-magyar kulturális szerződés született, mely többek között szabályozta a magyarországi vendéglektorok küldését a Helsinki Egyetem finnugor tanszékére. 1962-ben Finnország a Helsinkiben rendezett 8. Világifjúsági Találkozó kapcsán vonta magára a magyar közvélemény figyelmét. A nemzetközi találkozóra 400 tagú magyar küldöttség érkezett, amelynek számos, Magyarországon is népszerű tagja is volt. A Magyar Kulturális és Tudományos Központot 1980-ban nyitották meg Helsinkiben, ami egyúttal a Finnországban működő Finn–Magyar Társaság (Suomi-Unkari Seura) országos irodájának is helyt ad. Jelenleg a Balassi Intézet ad helyet a működéséhez.
Finnország 2002-ben nyitotta meg Budapesten a finn kulturális, tudományos, technológiai és gazdasági interaktív együttműködési hálózatának, a Finnagorának  első állomását, ami az 1980-ban Helsinkiben nyílt Magyar Kulturális és Tudományos Központ "testvérintézménye".

#### „A nagy testvér”
A finnek körében még a 19.-20. század fordulóján terjedt el a magyarokra értett nagy testvér kifejezés. Ez a két ország lélekszáma közti különbségre utal: 1900-ban a mai finn területeken 2 655 900 finn élt, ezzel szemben Nagy-Magyarország területén 6,8 millió magyar lakott, a finnek pedig a magyarokat messze délre távozott nagy testvérként tartották számon. Ez a megközelítés azonban sokat változott az eltelt száz évben: a finn oktatásból jelentősen kikopott a magyar történelem tanítása és Finnország gazdasága is jelentősen jobb eredményeket mutat, mint a magyar. Így a két nép egymásról alkotott képe generációról generációra szűkült, míg a nagyság fogalma is relatívvá vált. A kifejezés ugyan ma is ismert, de már kevésbé élő, mint volt száz évvel ezelőtt.

### Gazdasági kapcsolatok
Magyarország és Finnország között az első kereskedelmi (és hajózási) szerződést 1925-ben kötötték, 1974 óta pedig szabadkereskedelmi egyezmény is érvényben van. Az 1970-es években még elsősorban hengerelt áruk, acélcsövek, erőmű-berendezések kerültek hazánkból Finnországba, ahonnan elsősorban papírgyári és cellulózipari berendezések érkeztek.
2017-ben a magyar kivitel 331 millió euró volt (Magyarország teljes kivitelének 0,33 százaléka), míg a behozatal Finnországból 279 millió euró (0,3 %). Magyarországon 80 finn vállalat van jelen, olyanok, mint például a Nokia, Konecranes, Lindström stb.

## A kapcsolatok megromlása
Magyarország és Finnország kapcsolatai jelentősen megromlottak 2022, az Ukrajna elleni orosz agresszió után. Finnország e háború nyomán (Svédországgal együtt) átértékelte hagyományos semlegességi politikáját és kérte felvételét a NATO-ba. Magyarország egyedüliként, fontos szövetségesei kérése ellenére, hosszú időn át akadályozta Svédország mellett Finnország felvételét is a védelmi szervezetbe. A budapesti német nagykövet 2024. október 3-án, a német egység napja alkalmából elmondott beszédében ezt a magyar kormány színjátékának nevezte.

## Külképviseletek
- Magyarországon

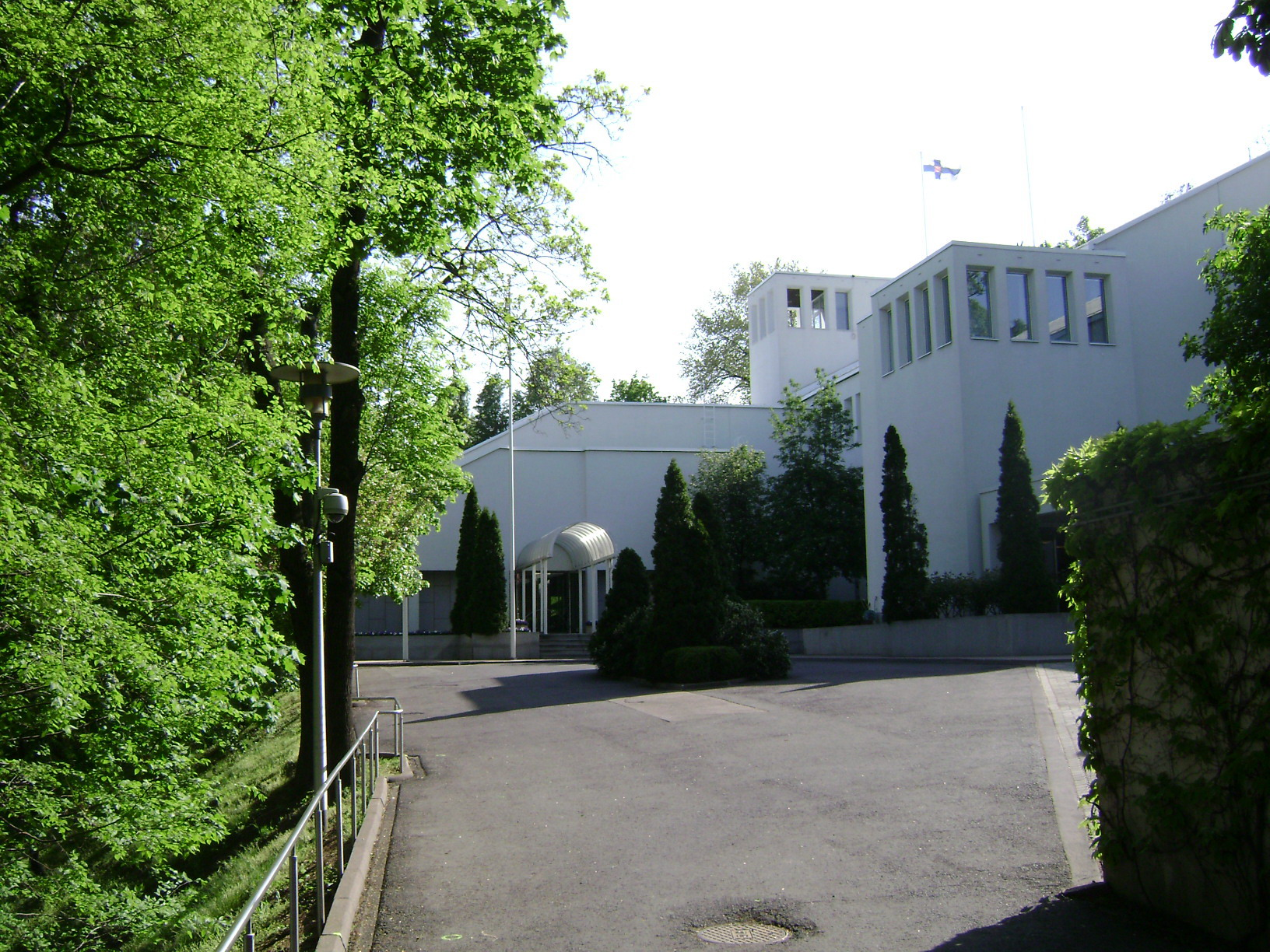
Finnország budapesti nagykövetsége a Kelenhegyi úton 2009-ben

  - Finnország budapesti nagykövetsége
    - Debrecen tiszteletbeli konzul
    - Miskolc tiszteletbeli konzul
    - Pécs tiszteletbeli konzul
    - Szeged tiszteletbeli konzul
    - Veszprém tiszteletbeli konzul
- Finnországban
  - Magyarország helsinki nagykövetsége
    - Mariehamn tiszteletbeli konzul
    - Joensuu tiszteletbeli konzul
    - Oulu tiszteletbeli konzul
    - Pori tiszteletbeli konzul
    - Tampere tiszteletbeli konzul